# La Roche-de-Rame
La Roche-de-Rame település Franciaországban, Hautes-Alpes megyében. Lakosainak száma 896 fő (2022. január 1.). La Roche-de-Rame L’Argentière-la-Bessée, Arvieux, Champcella, Freissinières, Saint-Crépin, Saint-Martin-de-Queyrières és Villar-Saint-Pancrace községekkel határos.

## Népesség
A település népességének változása:
| Lakosok száma | 601  | 726  | 702  | 788  | 856  | 837  | 824  | 808  | 837  | 896  |
|               | 1968 | 1982 | 1990 | 2006 | 2013 | 2015 | 2017 | 2019 | 2020 | 2022 |